# Palazzo Melodia (Altamura)
A Palazzo Melodia egykori nemesi palota Altamura történelmi városközpontjában.

## Története
A város központjában elhelyezkedő palota a középkori központ egyik legnagyobb épülete. Az 1800-as évek derekán épült a Piazza Duomo keleti oldalán, átellenben a katedrálissal. A neoklasszicista homlokzatú palota építtetője és egyben névadója, Vincenzo Melodia báró volt. A háromemeletes palota homlokzatát márványoszlopok tagolják. Érdekessége, hogy az ablakkeretek tetejét különböző alakú (háromszög, félkör, téglalap) timpanonok zárják le.